# Helgicirrha brevistyla
Helgicirrha brevistyla is een hydroïdpoliep uit de familie Eirenidae. De poliep komt uit het geslacht Helgicirrha. Helgicirrha brevistyla werd in 1983 voor het eerst wetenschappelijk beschreven door Xu & Huang. 